# Paweł Cieślik (duchowny)
Paweł Cieślik (ur. 15 lipca 1940 w Czernicach) – polski duchowny rzymskokatolicki, doktor teologii biblijnej, rektor Arcybiskupiego Wyższego Seminarium Duchownego w Szczecinie w latach 1993–1995, biskup pomocniczy koszalińsko-kołobrzeski w latach 1995–2015, od 2015 biskup pomocniczy senior diecezji koszalińsko-kołobrzeskiej.

## Życiorys
Urodził się 15 lipca 1940 w Czernicach. W latach 1954–1958 kształcił się w zakresie szkoły średniej w niższych seminariach duchownych we Wschowie i w Słupsku, gdzie złożył egzamin dojrzałości. W latach 1958–1964 odbył studia filozoficzno-teologiczne w Wyższym Seminarium Duchownym w Gościkowie-Paradyżu. Święceń prezbiteratu udzielił mu 21 czerwca 1964 w rodzinnym kościele św. Marii Magdaleny w Zakrzewie biskup Jerzy Stroba. Studia specjalistyczne w zakresie teologii biblijnej rozpoczął w 1968 na Wydziale Teologicznym Katolickiego Uniwersytetu Lubelskiego. W 1969 przeniósł się na Wydział Teologii Katolickiej Uniwersytetu w Strasburgu, gdzie w 1970 uzyskał licencjat. Dalsze studia odbył w latach 1970–1973 w Papieskim Instytucie Biblijnym w Rzymie i w latach 1973–1976 ponownie w Strasburgu, gdzie otrzymał doktorat z teologii biblijnej Nowego Testamentu.
Pracował jako wikariusz w parafiach: św. Jana Chrzciciela w Międzyrzeczu (1964–1966), Świętej Rodziny w Szczecinie (1966–1968) i Najświętszego Zbawiciela w Szczecinie (1976–1979). Po powrocie ze studiów zagranicznych był duszpasterzem akademickim w Szczecinie. W 1980 został mianowany kanonikiem gremialnym szczecińskiej kapituły katedralnej. Wszedł w skład rady kapłańskiej archidiecezji szczecińsko-kamieńskiej.
W latach 1976–1979 prowadził w Wyższym Seminarium Duchownym w Gościkowie-Paradyżu wykłady z biblistyki. Następnie w latach 1979–1982 wykładał w tymże seminarium Pismo Święte, równocześnie pełniąc funkcję prefekta. W latach 1982–1985 był wicerektorem Wyższego Seminarium Duchownego w Szczecinie, w latach 1987–1993 dyrektorem Punktu Konsultacyjnego w Szczecinie Instytutu Studiów nad Rodziną Akademii Teologii Katolickiej w Warszawie, a w latach 1993–1995 rektorem Arcybiskupiego Wyższego Seminarium Duchownego w Szczecinie. W szczecińskim seminarium prowadził wykłady z egzegezy Nowego Testamentu i introdukcji Pisma Świętego. Wszedł w skład zespołu redakcyjnego „Szczecińskich Studiów Kościelnych”. W 1995 został wykładowcą Pisma Świętego w Wyższym Seminarium Duchownym w Koszalinie.
3 grudnia 1994 papież Jan Paweł II mianował go biskupem pomocniczym diecezji koszalińsko-kołobrzeskiej ze stolicą tytularną Britonia. Święcenia biskupie otrzymał 6 stycznia 1995 w bazylice św. Piotra w Rzymie. Udzielił mu ich Jan Paweł II, któremu towarzyszyli arcybiskup Giovanni Battista Re, substytut ds. Ogólnych Sekretariatu Stanu, i arcybiskup Jorge María Mejía, sekretarz Kongregacji ds. Biskupów. Jako dewizę biskupią przyjął słowa „Evangelizare misit me” (Posłał mnie, abym niósł Dobrą Nowinę). W 1995 objął urząd wikariusza generalnego diecezji. W kurii diecezjalnej został przewodniczącym wydziału nauki katolickiej, w jego gestii znalazły się sprawy formacji młodego duchowieństwa. 19 września 2015 papież Franciszek przyjął jego rezygnację z obowiązków biskupa pomocniczego koszalińsko-kołobrzeskiego.
W Konferencji Episkopatu Polski objął funkcję protektora Ruchu Szensztackiego w Polsce, był także sekretarzem Komisji ds. Duchowieństwa oraz członkiem Komisji ds. Instytutów Życia Konsekrowanego i Stowarzyszeń Życia Apostolskiego. W 2016 asystował w sakrze biskupa pomocniczego koszalińsko-kołobrzeskiego Krzysztofa Włodarczyka.

## Wyróżnienia
Nadano mu honorowe obywatelstwa gminy Dygowo (2014) i gminy Zakrzewo (2021).